# Chowringhee
Chowringhee est un quartier du centre de la ville de Kolkata (anciennement Calcutta) en Inde. 

## Situation et accès
Ancien village sur la route conduisant au temple de Kalighat il est surtout connu aujourd’hui par sa large rue principale, Chowringhee road, reliant le nord et le sud de la ville de Calcutta, qui est l’artère commerciale la plus prestigieuse de la métropole.

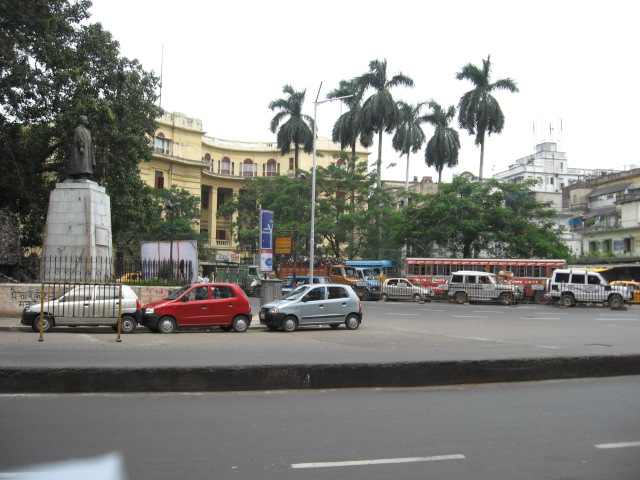
Chowringhee square (nord) au départ de Chowringhee road

## Origine du nom
L’étymologie du mot 'Chowringhee' reste un sujet de débat. Une légende prétend qu’un yogi s’appelant Chourangi Giri y découvrit l’image de la déesse Kali se trouvant aujourd’hui au temple de Kalighat. Dans le même quartier se trouvent 'Chowringhee lane', 'Chowringhee place' et 'Chowringhee square'. 

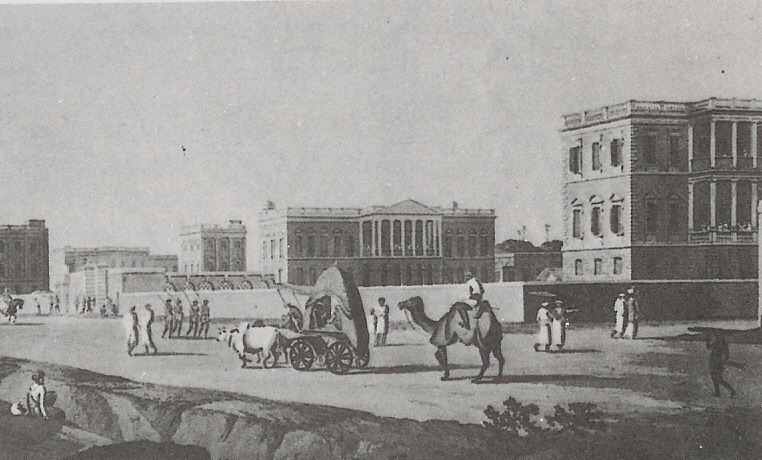
Chowringhee en 1798

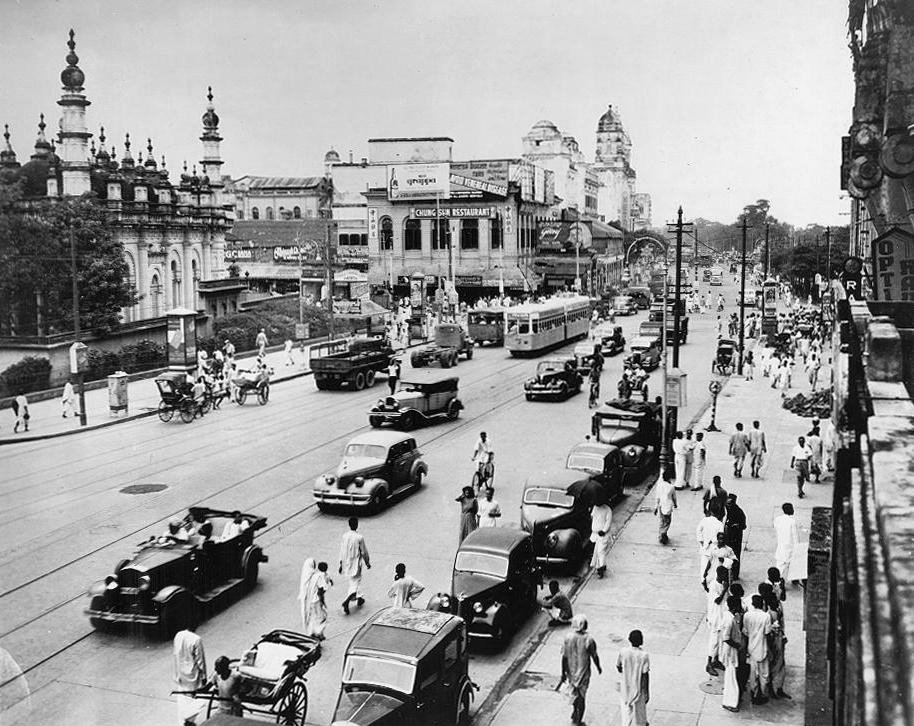
Chowringhee en 1945

## Historique
Le village 'Chowringhee', entre 'Park street' et 'Dharamtolla', était traversé par la route conduisant les pèlerins venant de Murshidabad et des régions septentrionales au sanctuaire de Kalighat. Ce chemin est devenu 'Chowringhee Road', dont la partie septentrionale (de Dharamtolla à 'A.J.C Bose Rd') a été rebaptisée 'Jawaharlal Nehru Road'. 
En 1794 la route est connue comme ‘Chowringhee High Road’ et est déjà bordée sur son côté oriental de 24 spacieuses villas coloniales avec jardins et parcs. Lord Valentia, en visite à Calcutta, écrit : «Chowringhee est un village de palais construits à angle droit le long d’une rue de grande longueur.  L’ensemble forme le panorama le plus agréable que j’aie plu contempler dans ma vie».
Chowringhee Road est la première rue de Calcutta à connaitre l’éclairage public; en 1859 des lampes à gaz y sont installées. C’est également la première à avoir un trottoir pour piétons, construit sur toute sa longueur, de Dharamtolla à la cathédrale Saint-Paul, et recouvrant un égout jusqu’alors à ciel ouvert.

## Bâtiments remarquables et lieux de mémoire
La présence d’une multitude de commerces de trottoir, la construction de bâtiments commerciaux sans style et d’un viaduc au croisement avec Park street qui n’a en rien diminué l’intensité du trafic, ont fait perdre beaucoup de son charme à Chowringhee Road. Il n’y en reste pas moins de nombreux bâtiments historiques classés au patrimoine national.  Ainsi sur la partie septentrionale de l’avenue (rebaptisée 'Jawaharlal Nehru Rd') :
- La mosquée de Tipu Sultan, à intersection avec Dharmatolla street (Lenin Sarani), construite en 1832.
- Le Grand Hôtel du British Raj, devenu aujourd’hui l’Oberoi Grand Hotel'.
- Le Musée national Indien, fondé en 1814.
- Le Chowringhee Mansion, un immeuble à appartements, de type colonial.
- Le siège de la Société asiatique fondée par William Jones à la fin du XVIIIe siècle (à l’intersection de  Park street).

La partie méridionale (allant de Park street à A.J.C. road), qui a gardé le nom de Chowringhee road, est devenue un centre d’affaires avec une rangée de gratte-ciels offrant une vue remarquable sur le Maïdan, grand espace vert, et le fleuve Hooghly. Ainsi le 'Chatterjee International Center', le 'Metro Bhavan’, 'SAIL building', les 'Tata Center' et ’Jivan Sudha’. En construction, le ‘The 42’ devrait dominer de sa hauteur tous ses prédécesseurs établis sur Chowringhee.  